# Pseudophoenix lediniana
Pseudophoenix lediniana là loài thực vật có hoa thuộc họ Arecaceae. Loài này được Read miêu tả khoa học đầu tiên năm 1968.